# Emma Lombardi
Pour les articles homonymes, voir Lombardi.
Emma Lombardi, née le 12 septembre 2001 à Chambéry, est une triathlète française. Elle fait partie de l'équipe de France, championne du monde de triathlon en relais mixte en 2022.

## Biographie

### Jeunesse
Emma Lombardi est championne de France juniors de triathlon en 2019 à Grignon en Savoie. En 2020, Elle rentre en sport études au Creps de Boulouris-Saint-Raphaël (Var) et étudie en licence économique et gestion à distance avec l'université Grenoble-Alpes. Elle remporte les championnats du monde espoirs de triathlon 2021 à Edmonton au Canada.

### Carrière en triathlon
Le 26 juin 2022, Emma devient championne du monde de triathlon en relais mixte à Montréal en compagnie de Cassandre Beaugrand, Vincent Luis et Pierre Le Corre. 
Après avoir décroché la médaille de bronze des championnats d'Europe de triathlon à Munich le 12 août 2022, elle devient deux jours plus tard, championne d'Europe en relais mixte avec ses compatriotes Cassandre Beaugrand, Léo Bergère et Dorian Coninx.
En 2024, elle participe à l'épreuve de triathlon des Jeux olympiques d'été de 2024. Elle fait la course dans le groupe de tête, mais se fait distancer dans le dernier tour et termine 4e derrière sa compatriote Cassandre Beaugrand, la Suissesse Julie Derron, et la Britannique Beth Potter.
Avec Candice Denizot, Nils Serre Gehri et Jules Rethoret, elle est sacrée championne du monde en relais mixte U23/juniors 2024 devant l'équipe d'Allemagne et l'équipe de  Hongrie sur les terres andalouses de Torremolinos.

## Palmarès
Le tableau présente les résultats les plus significatifs (podium) obtenus sur le circuit national et international de triathlon depuis 2022,,.
| Année | Compétition                                  | Pays        | Position           | Temps           |
| ----- | -------------------------------------------- | ----------- | ------------------ | --------------- |
| 2024  | Championnats du monde - Classement général   |             | Médaille de bronze | 3 508 points    |
| 2024  | WTCS Torremolinos                            | Espagne     | Médaille de bronze | 1 h 57 min 34 s |
| 2024  | WTCS Yokohama                                | Japon       | Médaille de bronze | 1 h 53 min 8 s  |
| 2024  | Coupe d'Europe - Étape sprint de Melilla     | Espagne     | Médaille d'or      | 54 min 39 s     |
| 2023  | Championnats du monde - Classement général   |             | Médaille de bronze | 3 792 points    |
| 2023  | WTSC Cagliari                                | Italie      | Médaille d'argent  | 1 h 47 min 6 s  |
| 2023  | WTSC Sunderland                              | Royaume-Uni | Médaille d'argent  | 1 h 0 min 11 s  |
| 2023  | Grand Prix de triathlon - Étape de Bordeaux  | France      | Médaille d'or      | 56 min 47 s     |
| 2022  | WTSC Cagliari                                | Italie      | Médaille d'argent  | 1 h 47 min 54 s |
| 2022  | Championnats d'Europe de triathlon           | Allemagne   | Médaille de bronze | 1 h 52 min 22 s |
| 2022  | Coupe d'Europe - l'étape de Quarteira        | Portugal    | Médaille d'argent  | 1 h 59 min 19 s |
| 2022  | Grand Prix de triathlon - Étape de Dunkerque | France      | Médaille d'or      | 57 min 47 s     |

| Année | Compétition                           | Pays        | Position      | Temps           |
| ----- | ------------------------------------- | ----------- | ------------- | --------------- |
| 2023  | WTSC Sunderland                       | Royaume-Uni | Médaille d'or | 1 h 26 min 53 s |
| 2022  | Championnats d'Europe en relais mixte | Allemagne   | Médaille d'or | 1 h 25 min 30 s |
| 2022  | Championnats du monde en relais mixte | Canada      | Médaille d'or | 1 h 27 min 14 s |